# Il romanzo di Amanda
Il romanzo di Amanda (Lost in Austen) è una miniserie televisiva britannica del 2008 in 4 puntate per il canale ITV.
Scritta da Guy Andrews, è un adattamento fantasioso del romanzo di Jane Austen Orgoglio e pregiudizio. La miniserie è stata trasmessa in due parti in Italia su Rai Premium il 17 e il 24 febbraio 2013.

## Trama
Seguendo liberamente la trama del romanzo di Jane Austen, la protagonista della storia è una ragazza moderna, Amanda Price, che, in qualche modo, viene trasportata sui fatti del libro attraverso un portale situato nel suo bagno.
Entrando nel bagno, un giorno, la ragazza vede spuntare Elizabeth Bennet, sua eroina preferita, nel ventunesimo secolo. Dopo diverse peripezie Amanda finisce nel mondo romantico dell'Inghilterra dell'800, mentre Lizzie rimane al suo posto nella Londra moderna.